# Jozef Möller
Josephus (Jefke) Möller (Golf van Guinea, ca. 1837 - Antwerpen, 1 mei 1882) was een zwarte man die als kind naar België werd gevoerd en tewerkgesteld in de Antwerpse Zoo. Hij was bekend in de stad als Jefke van de Zoölogie.

## Leven
In 1845 leverde kapitein Louis Meyer van de Magellan een vracht tropische vogels af voor de opstartende zoo en een Afrikaanse jongen van ongeveer tien jaar. De zoo nam de jongen in ontvangst, maakte hem vogelverzorger en gaf Meyer levenslang vrije toegang. De jongen kreeg de naam Jozef Möller en werd op 10 februari 1846 gedoopt in de Sint-Willibrorduskerk, met als peter zoodirecteur Jacques Kets. "Jefke van de Zoölogie" was een populair curiosum voor de bezoekers en werd aangesteld tot portier. Op 9 mei 1860 trouwde hij met Joanna Catherina (Katrientje) Claes (°1836) uit Boom. Het huwelijk vond plaats in de apentuin met tientallen genodigden. Het koppel kreeg een dochter maar bleef niet samen.
De ochtend van 7 juni 1868 hielp Jefke een tijger vangen die ontsnapt was over de muur met de Carnotstraat. Nadat de tijger een paard en een voorbijganger had gedood, werd deze uiteindelijk neergeschoten door directeur Jacques Vekemans in de Sint-Annagang.
Op 1 mei 1882 overleed Jozef Möller aan een ziekte. Hij was toen ongeveer 45 jaar en werd onder grote belangstelling begraven op Kielkerkhof.

## Toneelstuk
Rond het leven van Jefke maakte Tone Brulin de theatermonoloog De Nacht van de Brandende Apen. Het stuk werd in 1990 voorgelezen door Gene Bervoets op het Theaterfestival van Antwerpen. Het gezelschap De Nieuw Amsterdam bracht het stuk op het podium in een regie van Rufus Collins, met voorstellingen in onder meer Amsterdam, Utrecht, Antwerpen en Brugge. In 1995 werd een Afrikaanse versie van het stuk, Nag van die Brandende Ape, opgevoerd in Kaapstad. Een Engelse vertaling werd in 2004 voorgelezen op een festival in Skopje en in 2010 op de planken gebracht in Antwerpen, Ghana en Zuid-Afrika.

## Voetnoten
1. ↑  Ivo Adriaenssens
en Patrick De Rynck, De Collectie Antwerpen, een portret, MAS Books, 2013, p. 219